# Percezione

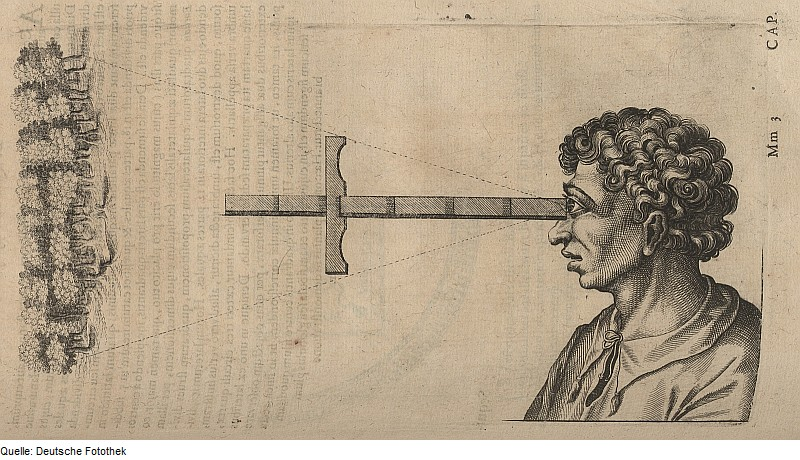
Studio delle modalità percettive della vista tramite un bastone di Giacobbe, in una raffigurazione del trattato alchemico Utriusque Cosmi del medico britannico Robert Fludd (1617)

La percezione è il processo che opera la sintesi dei dati sensoriali in forme dotate di significato. Gli assunti allo studio della percezione variano a seconda delle teorie e dei momenti storici. Le principali discipline che si sono occupate di percezione sono la psicologia, la medicina e la filosofia.
È possibile operare una prima distinzione tra la sensazione legata agli effetti immediati ed elementari del contatto dei recettori sensoriali con i segnali provenienti dall'esterno e in grado di suscitare una risposta e la percezione che corrisponde all'organizzazione dei dati sensoriali in un'esperienza complessa ovvero al prodotto finale di un processo di elaborazione dell'informazione sensoriale da parte dell'intero organismo
La psicologia associazionista considerava la percezione come la somma di più stimoli semplici legati in modo diretto al substrato fisiologico degli apparati sensoriali. Con lo sviluppo e il consolidamento della psicologia della Gestalt, percezione come risultato di un'interazione e organizzazione globale di varie componenti. Prima di esporre le varie teorie che si sono occupate della percezione, è opportuno comprendere i processi che ne stanno alla base.
Tali processi sono di due tipi: la categorizzazione e l'identificazione.

## Categorizzazione e identificazione

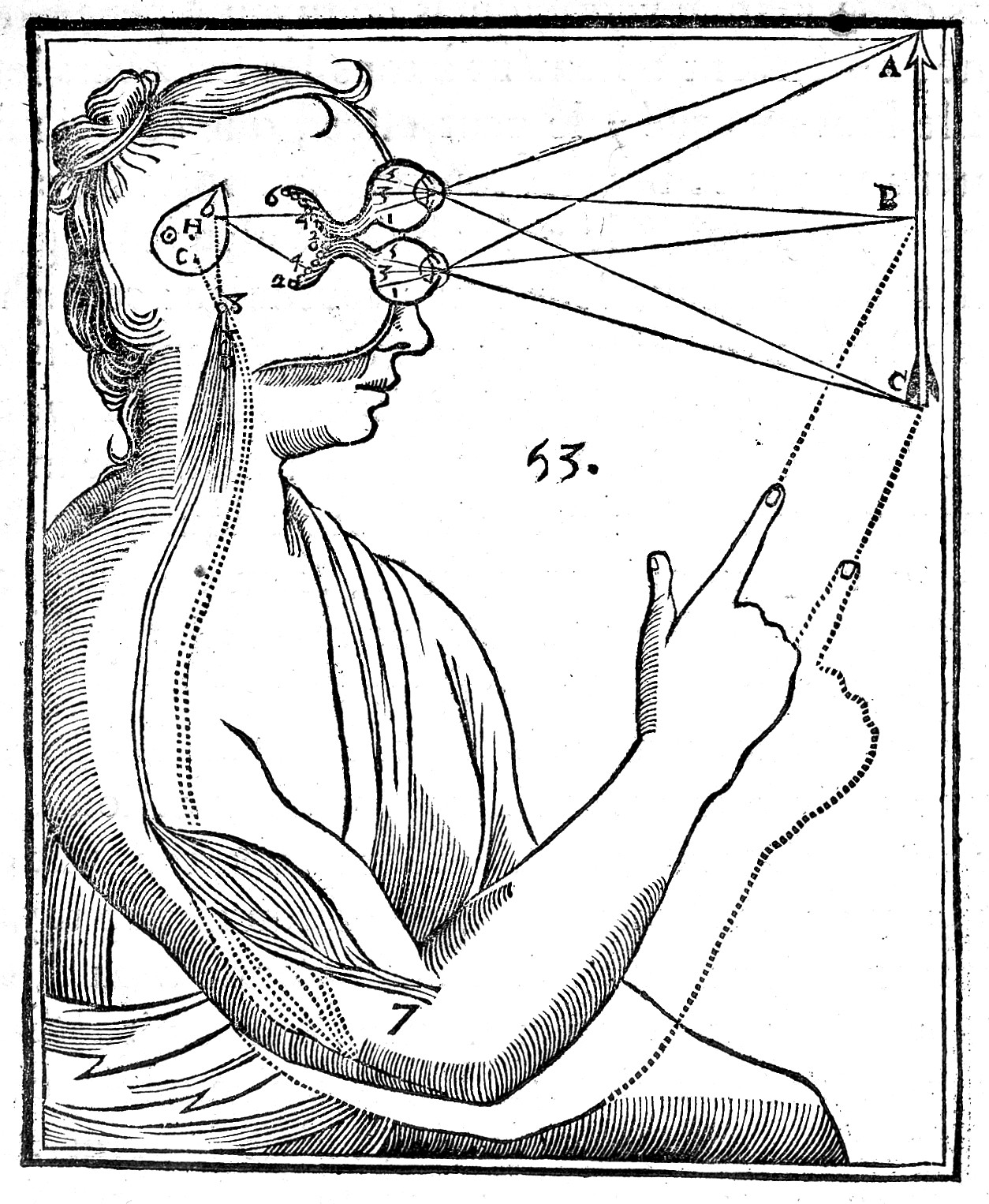
Raffigurazione del modo in cui, secondo Cartesio, la mente prende coscienza delle percezioni sensorie tramite la ghiandola pineale.

La categorizzazione è il processo mediante il quale assegniamo un oggetto a una categoria. Ad esempio, un oggetto di forma sferica, liscio e con un picciolo in mezzo fa parte della categoria frutta.
Dopo aver fatto questo dobbiamo "identificare l'oggetto", ovvero dargli un nome. L'oggetto liscio e sferico col picciolo in mezzo si chiama mela (processo di identificazione.) Sia la categorizzazione sia l'identificazione richiedono processi cognitivi elevati, come ad esempio tutto ciò che sappiamo sull'oggetto, le impressioni che ci siamo fatti su di esso, ecc.

## Stimolo distale e prossimale
Ci sono due tipi di stimoli che noi usiamo per crearci la nostra rappresentazione percettiva degli oggetti: lo stimolo distale e quello prossimale.
Lo stimolo distale è ciò che noi percepiamo, la presenza fisica dell'oggetto.
Lo stimolo prossimale è quello stimolo da cui noi dobbiamo ricavare informazioni per arrivare allo stimolo distale.
Il fatto che la mela è rotonda, che ha il picciolo in mezzo etc., fanno tutti parte dello stimolo prossimale, perché grazie a queste informazioni io arrivo a capire che quella è una mela, quindi allo stimolo distale.
In sintesi, il processo della percezione richiede che il sistema percettivo ricopi le informazioni contenute nello stimolo prossimale per crearsi la rappresentazione percettiva dell'oggetto, o stimolo distale. Tuttavia questo passaggio non avviene sempre in modo corretto: ogni tanto il sistema percettivo fa degli errori, e quindi ci fa sperimentare quelle che si chiamano illusioni.
Una illusione è una rappresentazione sbagliata che noi ci siamo fatti di un oggetto. Quando qualcosa è freddo può sembrare bagnato. Questo è un esempio di illusione. Fonte: "Daniel levitin", "Foundations of cognitive psychology". Vi sono due processi fondamentali che il sistema percettivo mette in atto per arrivare allo stimolo distale: quello di bottom-up e quello di top-down. Il bottom-up avviene quando la rappresentazione percettiva dell'oggetto è guidata dalle sue caratteristiche. Il top-down avviene quando la rappresentazione percettiva è guidata dalle esperienze passate dell'individuo, ad esempio da tutto quello che io conosco sull'oggetto.
Per decenni si è pensato che la memoria di un oggetto e la sua percezione per la prima volta attivassero le stesse aree cerebrali. La risonanza magnetica nucleare ha mostrato che entrambi attivano la corteccia visiva. Tuttavia, la percezione attiva una gerarchia di sistemi in cui la corteccia visiva secondaria e poi quella terziaria (e così via) presentano un grado crescente di dettaglio circa la complessità dell'oggetto (es. la mela è rotonda, di colore verde, ecc.), ma perdono in precisione circa la sua collocazione spaziale. Questo processo non accade nel ricordo che risulta assai meno ricco di particolari.

## La teoria di Helmholtz sulla percezione
Il modello di Hermann von Helmholtz sottolinea l'importanza dell'esperienza nella percezione, enfatizzando il ruolo dei processi mentali nell'interpretazione degli stimoli. Gli stimoli eccitano il sistema nervoso e così il soggetto, in base alle sue esperienze passate sull'oggetto (le sue conoscenze e le sue memorie) può sviluppare quelle che Helmholtz chiama "inferenze (ipotesi) inconsce".
Helmholtz suddivide il processo percettivo in due stadi:
- 1º stadio (analitico): gli organi sensoriali analizzano gli stimoli in entrata.
- 2º stadio (sintetico): si sintetizzano gli stimoli sensoriali ricevuti, per formare la rappresentazione percettiva dell'oggetto.

Nella teoria di Helmholtz sono presenti i precursori di quello che in seguito sarà definito come "costruttivismo cognitivo" applicato alla percezione, basato sul presupposto che "i processi cognitivi coinvolgono quelle che si chiamano inferenze induttive, o problem solving intelligenti".
In pratica, secondo il costruzionismo cognitivo, i processi percettivi tentano di "costruire una descrizione che meglio si adatta alla situazione, usando ad esempio i contesti percettivi dello stimolo".

## La percezione e la psicologia dellaGestalt
La Gestalt, mediante un approccio fenomenologico alla percezione, canonizza una serie di leggi percettive indipendenti dall'esperienza esterna (quindi non legate a fenomeni di apprendimento) e presenti sin dalla nascita.
Queste leggi analizzano l'organizzazione figurale prendendo in considerazione la separazione della figura dallo sfondo (attraverso il colore, la densità, la trama, il contorno). Max Wertheimer, il padre della psicologia della Gestalt, ipotizzò le seguenti leggi:
1. La legge della sovrapposizione: le forme sopra sono figure. Perché si verifichi una sovrapposizione è allora necessario che ci siano indizi di profondità.
2. La legge dell'area occupata. La zona distinta che occupa un'estensione minore tende ad essere colta come figura, mentre quella più estesa come sfondo. Risulta importante anche orientamento dell'area occupata. Questo meccanismo di identificazione degli oggetti sullo sfondo funziona anche se la chiusura è incompleta
3. Legge dell'organizzazione percettiva sulla base del destino comune. Tale meccanismo di vicinanza risulta saliente non solo a livello di modificazioni dello spazio, ma anche del tempo.

Altri studi, sempre afferenti alla psicologia gestaltista, si sono occupati di postulare le leggi generali volte a sintetizzare più elementi in un'unica percezione globale:
1. La legge della Gestalt, che sintetizza l'intera logica della percezione, è quella della semplicità o della "buona forma": i dati vengono infatti organizzati nella maniera più semplice e più coerente possibile, rispetto alle esperienze pregresse.
2. La legge del raggruppamento per somiglianza: in elementi disposti disordinatamente, quelli che si somigliano tendono ad essere percepiti come forma, staccati dallo sfondo e divenire una figura. La percezione della figura risulta tanto più forte quanto più forte è la somiglianza.
3. Legge della buona continuazione (o continuità della direzione): si impone come unità percettiva quella che offre il minor numero di irregolarità od interruzioni, a parità delle altre proprietà.

Altri studi si sono invece occupati di determinare gli elementi figurali utilizzati per la percezione della terza dimensione. Essa risulta infatti legata alla percezione del movimento. I principali indicatori identificati sono:
- la grandezza relativa (l'oggetto più grande è il più vicino),
- la luminosità,
- la prospettiva aerea e quella lineare.

Le leggi della percezione sono dette autoctone perché ritenute innate e non frutto dell'apprendimento, anche se si è visto che esiste una progressione evolutiva nella elaborazione delle percezioni. Fin dai primi mesi il neonato è in grado di riconoscere i colori e le forme (in particolare la figura umana), ma solo più tardi acquisterà la "costanza percettiva", ossia la capacità di collegare una forma o figura già conosciuta, con una diversa in cui riconosce caratteristiche di somiglianza (ad es. una statua viene associata ad una persona).

## Realismo ecologico
Chiamato anche "teoria della percezione diretta", secondo tale teoria la percezione non è niente di più che l'immediata ricezione dell'informazione. Questo approccio apparve in forma "embrionica" nel libro di Gibson "La percezione del mondo visuale".

## Intenzionalità condivisa
Un approccio fondamentalmente diverso alla comprensione della percezione degli oggetti si basa sul ruolo essenziale dell'intenzionalità condivisa. Il professore di psicologia cognitiva Michael Tomasello ha ipotizzato che i legami sociali tra i bambini e i tutori sarebbero gradualmente aumentati attraverso la forza motrice essenziale dell'intenzionalità condivisa a partire dalla nascita. La nozione di intenzionalità condivisa, introdotta da Michael Tomasello, è stata sviluppata da ricercatori successivi, che tendevano a spiegare questa interazione collaborativa da diverse prospettive, ad esempio, psicofisiologia e neurobiologia. L'approccio dell'intenzionalità condivisa considera il verificarsi della percezione in una fase precedente dello sviluppo degli organismi rispetto ad altre teorie, anche prima dell'emergere dell'intenzionalità, categorizzazione e identificazione (guarda su). Poiché molte teorie basano la loro conoscenza sulla percezione sulla base delle sue principali caratteristiche di organizzazione, identificazione e interpretazione delle informazioni sensoriali per rappresentare l'immagine olistica dell'ambiente, l'intenzionalità è la questione centrale nello sviluppo della percezione. Al giorno d'oggi, solo un'ipotesi tenta di spiegare l'intenzionalità condivisa in tutta la sua complessità integrale dal livello delle dinamiche interpersonali all'interazione a livello neuronale – l'approccio dell'Intenzionalità condivisa. 
Introdotta dal professore lettone Igor Val Danilov, l'ipotesi dei processi neurobiologici che si verificano durante l'intenzionalità condivisa evidenzia che, all'inizio della cognizione, gli organismi nella fase iniziale dello sviluppo non sono in grado di distinguere autonomamente gli stimoli sensoriali rilevanti. Poiché l’ambiente è una cacofonia di stimoli (onde elettromagnetiche, interazioni chimiche e fluttuazioni di pressione), la loro sensazione è troppo limitata dal rumore per risolvere il problema dei segnali. Lo stimolo rilevante non può superare la grandezza del rumore se passa attraverso i sensi. Pertanto, l'intenzionalità è per loro un problema difficile poiché necessita della rappresentazione dell'ambiente già categorizzato in oggetti. Anche la percezione degli oggetti è problematica poiché non può apparire senza Intenzionalità. Dal punto di vista di questa ipotesi, l'intenzionalità condivisa è un'interazione collaborativa in cui i partecipanti condividono lo stimolo sensoriale essenziale del problema cognitivo reale. Questo legame sociale consente l'addestramento ecologico del giovane organismo immaturo, a partire dalla fase di sviluppo dei riflessi, per elaborare l'organizzazione, l'identificazione e l'interpretazione delle informazioni sensoriali nello sviluppo della percezione. Da questo resoconto emerge la percezione dovuta all'intenzionalità condivisa nello stadio embrionale dello sviluppo, cioè anche prima della nascita.

## La percezione e il paradigma delNew Look of Perception
Mentre in Europa si sviluppava la Gestalt, incentrandosi, attraverso le sue leggi universali, sugli elementi fenomenologici del percetto, negli Stati Uniti prendeva piede dagli anni 50 il paradigma del New Look of Perception.
Tra i maggiori esponenti di questi studi è possibile ricordare Jerome Bruner. Con questa scuola acquisisce l'importanza, del tutto trascurata dall'approccio della Gestalt, delle attività e del valore (personale e sociale) dell'oggetto percepito. Le forme, non più innate, sono ancorate ai bisogni e agli scopi degli individui; i valori e i bisogni personali diventano elementi chiave attraverso cui strutturare il processo percettivo. Oggetti e simboli ritenuti significativi dalla persona possono essere percepiti in maniera distorta, e dissonanti dall'approccio fenomenologico della percezione portato avanti dalla Gestalt.

## Il metodo d'indagine e le applicazioni di sviluppo nel campo psicologico
Dal punto di vista del piano applicativo, la percezione rappresenta un potente indicatore del vissuto emotivo e motivazionale dell'individuo. Infatti, come la corrente del New look of perception ha sottolineato, i motivi e gli stati emotivi del soggetto, sia momentanei che persistenti, hanno l'effetto di sensibilizzare selettivamente il soggetto verso gli oggetti legati alle sue tendenze o avversioni, siano essi processi di allontanamento e difesa percettiva o vigilanza percettiva. L'atteggiamento percettivo, aspetto di un più generale stile cognitivo, è strettamente legato al modo dell'individuo di vivere questi aspetti, quindi alla sua personalità in senso globale, nei suoi aspetti consapevoli e inconsapevoli.
L'equilibrio omeostatico tra motivazione\emozione e percezione è dimostrato da numerosi studi riguardanti la privazione senso-motoria. In questi studi il soggetto, messo in una condizione forzata di omogeneità percettiva e cognitiva, vivacizza la propria attività percettiva con l'insorgere di uno stile analitico e addirittura di allucinazioni che destrutturano il percetto dalle leggi gestaltiste.